# 効用最大化
効用最大化（こうようさいだいか、英: utility maximization）とは、予算の範囲内で効用を最大にする消費計画を選択する消費者の行動を言う。

## 概要
{\displaystyle S\subset \mathbb {R} _{\geq 0}^{n}}上の選好関係{\displaystyle \succsim }に対して条件{\displaystyle a\succsim b\iff u(a)\geq u(b)}を満たす関数{\displaystyle u:S\rightarrow \mathbb {R} }を、{\displaystyle \succsim }を表現する効用関数と言う。予算の範囲内で効用を最大にする消費計画を選択する問題、すなわち、{\displaystyle \max _{x\in S}u(x)\ \mathrm {s.t.} \ p\cdot x\leq M}（{\displaystyle p}は財の価格の組、{\displaystyle M}は消費者の所得）を効用最大化問題と言う。

## 効用最大化と最適化理論
効用最大化問題は制約付き最適化問題と呼ばれる数学的な問題に帰着される。予算制約が等式制約である場合はラグランジュの未定乗数法が用いられ、不等式制約（不等号が式内で使われている場合）である場合はカルーシュ・クーン・タッカー条件が用いられる。

## 双対性
効用関数の基となる選好関係が局所非飽和性や連続性を満たすとき、効用最大化問題は支出最小化問題と同じ解を持つことが知られている。このような最大化問題と最小化問題の関係は双対性と呼ばれる。